# Янгер, Джордж, 4-й виконт Янгер Лекский
Джордж Кеннет Хотсон Янгер, 4-й виконт Янгер из Леки, барон Янгер из Прествика (англ. George Kenneth Hotson Younger, 4th Viscount Younger of Leckie, Baron Younger of Prestwick; 22 сентября 1931 — 26 января 2003) — британский политик и банкир Консервативной партии.

## Ранняя жизнь и карьера
Родился 22 сентября 1931 года в Стерлинге. Старший сын Эдварда Янгера, 3-го виконта Янгера Лекского (1906—1997), и Эвелин Маргарет Макклур (? — 1983).
Он получил образование в подготовительной школе Каргилфилд, Винчестерском колледже и Новом колледже Оксфорда, где получил степень магистра . Поступив нас лужбу в британскую армию, он служил в Корейской войне в составе полка горцев Аргайла и Сазерленда.

## Политическая карьера
Сначала он безуспешно баллотировался в парламент в Северном Ланаркшире на парламентских выборах 1959 года. Впоследствии он был первоначально выбран для баллотирования на место в Кинроссе и Западном Пертшире на дополнительных выборах в конце 1963 года, но согласился отойти в сторону, чтобы дать новому премьер-министру Алеку Дугласу-Хьюму шанс войти в Палату общин. Его считали консерватором одной нации.
Следуя по стопам своего прадеда, 1-го виконта, Джордж Янгер стал членом парламента от Эйра в 1964 году и в течение семи лет занимал пост государственного секретаря Шотландии в правительстве Маргарет Тэтчер . Впоследствии он сменил Майкла Хезелтайна на посту государственного секретаря по обороне в 1986 году, когда Хезелтайн ушел из кабинета министров из-за спора о вертолетах, известного как дело Уэстленда. На парламентских выборах 1987 года, в рамках значительного отхода от консерваторов в Шотландии, он сохранил свое место после трех пересчетов, с перевесом всего в 182 голоса (в 1983 году он набрал почти 8000 голосов).
Джордж Янгер покинул кабинет в 1989 году и поступил на работу в Королевский банк Шотландии, став его председателем в 1992 году.
7 июля 1992 года Джордж Янгер стал пожизненным пэром как барон Янгер из Прествика из Эра в округах Кайл и Каррик. В этом качестве он продолжал заседать в Палате лордов после принятия Акта о Палате лордов 1999 года, который исключил большинство наследственных пэров. В 1995 году королева назначила его рыцарем Ордена Чертополоха. Джордж Янгер стал канцлером Эдинбургского университета Нейпира в 1993 году и был комиссаром Генеральной ассамблеи Церкви Шотландии в 2001 и 2002 годах.
25 июня 1997 года после смерти своего отца Джордж Янгер унаследовал титулы 4-го виконта Янгера Лекского в графстве Клакманнаншир и 4-го баронета Янгера Лекского из графства Клакманнаншир.

## Личная жизнь
7 августа 1954 года Джордж Янгер женился на Диане Роны Так (1932 — 10 ноября 2015), дочери капитана Джеральда Сеймура Така и Иды Роны Джесси Каустон. У супругов было четверо детей:
- Джеймс Эдвард Джордж Янгер, 5-й виконт Янгер Лекский (род. 11 ноября 1955), старший сын и преемник отца[3].
- Достопочтенная Джоанна Розалинд Янгер (род. 16 января 1958)
- Достопочтенный Чарльз Джеральд Александр Янгер (род. 4 октября 1959)
- Достопочтенный Эндрю Сеймур Роберт Янгер (род. 19 ноября 1962).

Виконт Янгер скончался от рака в своем доме в Гарганноке 26 января 2003 года в возрасте 71 года. Ему наследовал его старший сын Джеймс.